# Когато се влюбиш
„Когато се влюбиш“ (на испански: Cuando me enamoro) е мексиканска теленовела, режисирана от Карина Дупрес и Лили Гарса, продуцирана от Карлос Морено Лагийо за Телевиса през 2010 – 2011 г. Версията, написана от Марта Карийо и Кристина Гарсия, е базирана на мексиканската теленовела Лъжата от 1998 г., чийто сюжет е въз основа на едноименната теленовела от 1965 г., създадена от Каридад Браво Адамс.
В главните роли са Силвия Наваро и Хуан Солер, а в отрицателните – Росио Банкелс, Джесика Коч, Магда Карина, Одисео Бичир и Лисардо. Специално участие вземат Хосе Рон, Рене Касадос, Хулиета Росен, Лурдес Мунгия и първите актриси Йоланда Мерида и Ирма Дорантес.

## Сюжет
Историята започва с раждането на две момиченца, Рехина и Роберта, и двете са дъщери на Роберто Гама, но от различни майки. Докато Рехина е дъщеря на Рехина Тоберон де Гамба, законната съпруга на Роберто, то Роберта е дъщеря на Хосефина „Пепа“ Алварес Мартинес, любовницата на Роберто. Когато Роберто казва на Пепа, че няма да изостави съпругата си и дъщеря си, онази, изпълнена с ярост, след като е причинил смъртта на Роберто, решава да отвлече дъщерята на Рехина, за да ѝ отмъсти и да я накара да страда. Пепа променя името на Рехина на Рената и бяга с двете момичета, оставяйки Рехина разтърсена от скръб заради загубата на дъщеря си.
Години по-късно Пепа се омъжва за милионера Гонсало Монтерубио, който осиновява дъщерите ѝ и ги обича, сякаш са негови. Така Пепа става доня Хосефина „Фина“ Алварес Мартинес де Монтерубио.
Години по-късно Роберта е приятелка на Рафаел Гутиерес, служител на Гонсало. Той, искайки да докаже на Роберта, че е в състояние да ѝ задоволява капризите, на които е свикнала, се отказва от компанията на Монтерубио и става собственик на лозя в Енсенада. Но Фина убива Рафаел и кара Роберта да повярва, че я е изоставил. Херонимо Линарес де ла Фуенте е предприемач, живеещ в Испания и пристига в Мексико, за да посети своя полубрат Рафаел и да поискат ръката на Роберта.
На летището Херонимо случайно се среща с Рената Монтерубио, и остава запленен от нея. След като разбира за смъртта на брат си, Херонимо се кълне, че ще отмъсти, правейки невъзможен живота на онази, която брат му наричал „Красавицата“. Всичко сочи към жена, чието име започва с Р; най-напред подозренията му падат върху Роберта, истинската „Красавица“, но Фина успява да накара Херонимо да повярва, че „Красавицата“ е Рената. Съдбата ще му покаже, че греши.

## Актьори
- Силвия Наваро – Рената Монтерубио Алварес / Рехина Гавба Соберон
- Хуан Солер – Херонимо Линарес де ла Фуенте
- Росио Банкелс – Хосефина „Фина“ Алварес Мартинес де Монтерубио
- Рене Касадос – Гонсало Монтерубио
- Хулиета Росен – Рехина Соберон вдовица де Гамба
- Гилермо Капетийо – Антонио Ириондо
- Алфредо Адаме – Онорио Санчес
- Лурдес Мунгия – Констанса Монтерубио де Санчес
- Марта Хулия – Марина Сепулведа
- Лисардо – Агустин Дунант
- Джесика Коч – Роберта Монтерубио Алварес / Роберта Гамба Алварес
- Хосе Рон – Матиас Монтерубио
- Одисео Бичир – Алваро Несме
- Луис Гатика – Ласаро Лопес
- Йоланда Вентура – Карина Агилар де Несме
- Гретел Валдес – Матилде Лопес
- Карлос де ла Мота – Карлос Естрада
- Алеида Нуниес – Алфонсина Кампос Флорес де Фиеро
- Алехандро Руис – Есекиел Фиеро
- Фердинандо Валенсия – Хосе Мария Касияс
- Хулио Манино – Саул Гурдиола
- Уенди Гонсалес – Адриана Белтран / Адриана Санчес Белтран #1
- Флоренсия де Сарачо – Адриана Санчес Белтран #2
- Елеасар Гомес – Анибал Куевас
- Себастиан Сурита – Рафаел Гутиерес де ла Фуенте
- Магда Карина – Бланка Окампо
- Уго Масиас Макотела – Отец Северино
- Ирма Дорантес – Каталина вдовица де Соберон
- Оливия Бусио – Инес Фонсека де Дел Вайе
- Антонио Меделин – Исидро Дел Вайе
- Сораида Гомес – Хулиета Монтиел
- Илития Мансания – Арели
- Давид Остроски – Бенхамин Касияс
- Жералдин Галван – Алисън Контрерас
- Мишел Рамалия – Присила
- Марко Уриел – Комендант Канту
- Джаки Гарсия – Селене Караско
- Хесус Море – Диего Лара
- Ванеса Матео – Лореа
- Пабло Крус Гереро – Даниел
- Х Логан – Пипе
- Йоселин Санчес – Бет Артеага
- Хорхе Алберто Боланьос – Рамиро Сото
- Марио Силайка – Умберто
- Луис Рейносо – Леонсио Перес
- Алдо Фабила – Манрикес
- Сара Монар – Хема де Ибарола
- Сусан Таунтон – Лусиана Пениче
- Ракел Морел – Агата Белтран
- Марко Муньос – Херман Ибарола
- Йоланад Мерида – Мануела
- Кристиан Вега – Андрес дел Вайе Фонсека
- Артуро Пениче – Епископ Хуан Кристобал Гамбоа Мартели
- Себастиан Рули – Роберто Гамба Алгано
- Лидия Авила – Рехина Соберон де Гамба (млада)
- Маргарита Маганя – Хосефина „Пепа“ Алварес Мартинес (млада)
- Хорхе де Силва – Гонсало Монтерубио (млад)
- Хеорхина Домингес – Рехина Гамба Соберон / Рената Монтерубио Алварес (дете)
- Марио Карбалидо – Онорио Санчес (млад)
- Мариней Сендра – Констанса Монтерубио де Санчес (млада)
- Силвия Манрикес – Каталина вдовица де Соберон (млада)
- Сусана Диасаяс – Инес Фонсека де Дел Вайе (млада)
- Хуан Анхел Еспарса – Исидро Дел Вайе (млад)
- Арасели Ранхел – Агата Белтран (млада)
- Алехандро Калва – Манрикес

## Премиера
Премиерата на Когато се влюбиш е на 5 юли 2010 г. по Canal de las Estrellas. Последният 181. епизод е излъчен на 13 март 2011 г.

## Екип
- Оригинална история – Каридад Браво Адамс
- Версия и либрето – Марта Карийо, Кристина Гарсия
- Ко-адаптация – Денис Пфейфер
- Литературна редакция – Денис Пфейфер, Хуан Карлос Техеда
- Сценография – Мария де лос Анхелес Маркес
- Декор – Лаура Окампо
- Дизайн на костюми – Илеана Пенсадо, Ана Патрисия Гамбоа
- Музикална тема – Cuando me enamoro
- Автори – Десемер Буено, Енрике Иглесиас
- Изпълнители – Енрике Иглесиас, Хуан Луис Гера
- Музикален режисьор – Хавиер Асали
- Музикален координатор – Израел Хурадо
- Музикално оформление – Кристиан Морено
- Музикален продуцент – Телевиса Сан Анхел
- Директори продукция – Даго Видал, Х. Антонио Видал
- Мениджър продукция – Хесус Сория Торес
- Връзки с обществеността – Карла Уртадо
- Главен координатор – Луис Игнасио Толедо
- Координатор продукция – Мари Кармен Морено Лагийо
- Асистент-продуценти – Габриел Лопес, Карлос Ангиано, Родриго Яниес, Патрисия Рамирес
- Продуцент – Илда Сантаея Ернандес
- Асистент-оператори – Израел Флорес, Иван Фрутос
- Асистент-режисьори – Гуадалупе Морено, Алберто Уриста, Рубен Нелиньо Акоста, Иван Вега
- Режисьор на диалози – Хорхе Роблес
- Оператори в локация – Хуан Карлос Фрутос, Лино Адриан Гама Ескинка
- Режисьор в локация – Фернандо Несме
- Оператор – Хесус Нахера Саро
- Режисьори – Карина Дупрес, Лили Гарса
- Изпълнителен продуцент – Карлос Морено Лагийо

## DVD
Телевиса издава теленовелата в DVD формат, съдържащ най-интересните епизоди.

## Награди и номинации
Награди TVyNovelas 2011
| Категория                            | Личност                                                             | Резултат   |
| ------------------------------------ | ------------------------------------------------------------------- | ---------- |
| Най-добра теленовела                 | Карлос Морено Лагийо                                                | Номиниран  |
| Най-добра актриса в отрицателна роля | Росио Банкелс                                                       | Печели     |
| Най-добра актриса в поддържаща роля  | Джесика Коч                                                         | Номинирана |
| Най-добър актьор в поддържаща роля   | Рене Касадос                                                        | Номиниран  |
| Най-добър млад актьор                | Елеасар Гомес                                                       | Номиниран  |
| Най-добра музикална тема             | Cuando me enamoro, в изпълнение на Енрике Иглесиас и Хуан Луис Гера | Печелят    |

Награди People en Español 2011
| Категория                            | Личност       | Резултат   |
| ------------------------------------ | ------------- | ---------- |
| Най-добра актриса                    | Силвия Наваро | Номинирана |
| Най-добър актьор                     | Хуан Солер    | Номиниран  |
| Най-добра актриса в отрицателна роля | Росио Банкелс | Номинирана |

Награди ACE (Ню Йорк) 2012
| Categoría        | Persona             | Resultado |
| ---------------- | ------------------- | --------- |
| Най-добър актьор | Уго Масиас Макотела | Печели    |

Награди Oye (Мексико) 2010
| Категория                | Личност                          | Резултат   |
| ------------------------ | -------------------------------- | ---------- |
| Най-добра музикална тема | Енрике Иглесиас и Хуан Луис Гера | Номинирани |

## Версии
- Лъжата (1952), филм, режисиран от Хуан Х. Ортега. С участието на Марга Лопес, Хорхе Мистрал и Джина Кабрера.
- Лъжата (1965), теленовела режисирана и продуцирана от Ернесто Алонсо за Televisa. С участието на Хулиса, Енрике Лисалде и Фани Кано.
- Calúnia (1966), бразилска теленовела за TV Tupi. С участието на Фернанда Монтенегро, Серхио Кардосо и Хеорхия Хомиде.
- La mentira (1970), филм, режисиран от Емилио Гомес Муриел. С участието на Хулиса, Енрике Лисалде и Бланка Санчес
- Любовта никога не умира (1982), новела, режисирана от Алфредо Салданя и продуцирана от Ернесто Алонсо за Televisa. С участието на Кристиан Бах, Франк Моро и Силвия Паскел.
- Лъжата (1998), теленовела, продуцирана от Карлос Сотомайор за Televisa. С участието на Кейт дел Кастийо, Гай Екер и Карла Алварес.
- Клетва за отмъщение (2008), теленовела, продуцирана за Telemundo. С участието на Наталия Страйгнард, Освалдо Риос и Доминика Палета.
- Coraçőes Feridos (2010, излъчена през 2012), бразилска теленовела за SBT. С участието на Патрисия Барос, Флавио Толесани и Синтия Фалабела.
- Непростимо (2015), мексиканска теленовела, продуцирана от Салвадор Мехия за Телевиса. С участието на Ана Бренда Контрерас, Иван Санчес и Гретел Валдес.

## В България
В България е излъчван по Диема Фемили на 21 юли 2011 г. с дублаж на български език. Ролите се озвучават от артистите Ася Братанова, Христина Ибришимова, Йорданка Илова, Светозар Кокаланов, Емил Емилов и Христо Узунов.